# Liancourt (Haití)
Liancourt(en criollo haitiano: Lyankou) es una comuna de Haití que está situada en el distrito de San Marcos, del departamento de Artibonito.

## Historia
Comuna creada en 2015 a partir de la 1ª sección comunal de Liancourt, que hasta ese momento pertenecía a la comuna de Verrettes.

## Secciones
Está formado por las secciones de:
- Liancourt (que abarca a la villa de Liancourt)

## Demografía
| Gráfica de evolución demográfica de Liancourt entre 2009 y 2015 |
|                                                                 |

Los datos demográficos contemplados en este gráfico de la comuna de Liancourt son estimaciones que se han cogido de 2009 a 2015 de la página del Instituto Haitiano de Estadística e Informática (IHSI). 